# Classe Sejong le Grand
La classe Sejong le Grand ou KD-III (Hangul : 세종대왕급 구축함 ; Hanja : 世宗大王級驅逐艦) est une série de destroyers construits par la Corée du Sud pour équiper sa marine. Cette série de destroyers est nommée en mémoire de Sejong le Grand, quatrième roi de la dynastie coréenne Joseon.
Équipés du radar SPY-1D Aegis, les bâtiments de la classe Sejong le Grand sont très proches des destroyers américains de classe Arleigh Burke. Cependant, l'installation du système Aegis n'est pas complète : les Sejong le Grand n'ont en effet pas la capacité d'engager les missiles qu'ils ont réussi à repérer. Ils sont destinés à être employés dans le cadre d'une guerre navale conventionnelle mais également dans des opérations anti-sous-marines et antiaériennes.

## Histoire
La classe Sejong le Grand a été construite par les entreprises Hyundai Heavy Industries et Daewoo. Elle s'inscrit dans le cadre plus large du programme expérimental de destroyers KDX, lancé dans les années 1980. Le navire de tête de la classe, le Sejong le Grand, a été lancé le 25 mai 2007 et mis en service le 22 décembre 2008. 

## Unités

### Lot 1
- ROKS Sejong le Grand (DDG-991) : mise en service le 22 décembre 2008
- ROKS Yulgok Yi I (DDG-992) : mise en service le 31 août 2011
- ROKS Seoae Ryu Seong-ryong (DDG-993) : mise en service le 30 août 2012

### Lot 2
- ROKS Jeongjo le Grand (DDG-995) : mise en service le 27 novembre 2024